# Giro d'Italia de 1955
Giro d'Italia 1955 foi a trigésima oitava edição da prova ciclística Giro d'Italia (Corsa Rosa), realizada entre os dias 14 de maio e 5 de junho de 1955.
A competição foi realizada em 21 etapas com um total de 3.873 km.
O vencedor foi o ciclista italiano Fiorenzo Magni. Largaram 98 competidores, cruzaram a linha de chegada 86 corredores.